# Solana de la Foradada
La Solana de la Foradada, és una solana del terme municipal de Conca de Dalt, al Pallars Jussà, a l'antic terme de Toralla i Serradell, en el territori del poble de Rivert.
Està situada al sud-oest de Rivert, a l'esquerra del barranc dels Escarruixos i al vessant meridional del Serrat del Gargallar.